# Vanda Hădărean
Vanda Maria Hădărean (Cluj-Napoca, 3 maggio 1976) è una preparatrice atletica, culturista ed ex ginnasta rumena.
Ha vinto un argento olimpico nel concorso a squadre alle olimpiadi di Barcellona 1992 e numerosi titoli di culturismo nella categoria fitness.

## Biografia

### La carriera nella ginnastica
Scoperta all'età di 5 anni, entra nel giro della nazionale rumena a 12 anni.
Nella sua breve carriera (si è ritirata nel 1994) ha conquistato un bronzo europeo a Nantes 1992, nel concorso generale individuale) ed un bronzo mondiale ai Indianapolis 1991, oltre ad un oro ai mondiali 1991 nella categoria juniores.

### Il culturismo
Dopo il ritiro ha allenato prima in Canada e poi negli Stati Uniti d'America, prima di tornare in Romania nel 1998, dove continuò ad allenare in una palestra privata.
Nel 2000 posò nuda per Playboy per potersi pagare il ritorno in Canada: lì ha allenato dapprima ad Hamilton poi, dal 2001, ad Ottawa al Tumblers Gymnastics Centre.
Parallelamente all'attività di allenatrice, ha ideato e diffuso dei suoi programmi di fitness, col marchio Inspired by Vanda. Nel campo del bodybuilding/fitness ha anche gareggiato, conquistando quattro titoli di Ms. World Fitness (2008, 2009, 2010, 2011) e altrettanti di Ms. Fitness Canada (2005, 2006, 2007, 2008).